# Таборинская волость
Таборинская волость— административно-территориальная единица в составе Туринского уезда Тобольской губернии Российской империи.  Образована в 1583 году в составе Тавдинского края, затем входила в  Пелымское воеводство, с 1796 года  — в Тобольской губернии.
На 1912 год в состав волости входили следующие населённые пункты:
- Альковский
- Альтовский
- Ананьевский
- Антоновский
- Аур-Шошский
- Больше-Кыльинский
- Больше-Полный
- Верхне-Емельяшевский
- Верхне-Шивьинский
- Верхняя (Черенкова)
- Весело-Гривский
- Глубокий
- Горно-Чернавская (Гришина)
- Городищенский
- Гришкинский (пос.)
- Емельяшевский
- Емненский
- Еремковский
- Ермакова
- Ермаковский (пос.)
- Ефимовский (пос.)
- Желнина (Жолнина, Бочкарева)
- Икса (Иксина, Иксинская)
- Каравайский (пос.)
- Каравайский Овраг (пос.)
- Кокшарова
- Корниловский (пос.)
- Корольковский (пос.)
- Косой
- Кыртым-Шошский
- Кыртымья
- Лево-Пошахтайский
- Лево-Шахтайский
- Мало-Иксикский
- Мало-Полный
- Мало-Речинский
- Малянчиковский
- Морозкова (Морозова)
- Морозковский (пос.)
- Моськин Яр
- Мочальный
- Мягкова
- Нагорная Чернавская
- Назарова
- Нижне-Шельтезский
- Нижне-Шивьинский
- Носова (Кривуля)
- Оверино (Оверина)
- Оздеский
- Павьинский
- Пальменский
- Переходный
- Погорелковский (пос.)
- Право-Помахтальский
- Путилова
- Солдатский (пос.)
- Средне-Иксинский
- Табаринка (деревня)
- Табаринское (Табаринская слобода) - волостной центр
- Таксунский (пос.)
- Томольский (пос.)
- Томская
- Торлинский
- Тормали (Тормоли, Тормальская)
- Троицкая
- Унже-Павинский (пос.)
- Усть-Утьинский (пос.)
- Ушкепский (пос.)
- Филипов Яр
- Фирули (Фирулева)
- Фунтусова (Шульгина)
- Хмелевский (пос.)
- Черемичный (пос.)
- Черепкова
- Чернавская (Голова)
- Чернавское
- Чирковский (пос.)
- Чоурский (пос.)
- Шагули (Шагульская), деревня
- Шамотовский (пос.)
- Шашечная
- Шивьинский (пос.)
- Шишенский (пос.)
- Шокурский (пос.)
- Эхтальская
- Якшина